# Saint-Côme (Gironde)
Saint-Côme ist eine französische Gemeinde mit 326 Einwohnern (Stand 1. Januar 2022) im Département Gironde in der Region Nouvelle-Aquitaine. Benannt wurde sie nach dem Heiligen Cosmas.
Geografie und Infrastruktur ==
Die Gemeinde Saint-Côme liegt am Oberlauf des Beuve, 16 Kilometer südlich von Langon. Es gibt eine Grundschule, ein Restaurant, zwei Handwerker und sechs landwirtschaftliche Betriebe. Dazu findet man vor Ort einen Theater- und einen Jagdklub, einen Gymnastikverein und einen eigenen Ausschuss für Feste. Die Menschen leben von der Rinderzucht und dem Anbau von Getreide, Erdbeeren und Tabak.

## Bevölkerungsentwicklung
| Jahr                       | 1962 | 1968 | 1975 | 1982 | 1990 | 1999 | 2008 | 2020 |
| Einwohner                  | 288  | 249  | 271  | 278  | 256  | 249  | 297  | 335  |
| Quellen: Cassini und INSEE |      |      |      |      |      |      |      |      |

## Sehenswürdigkeiten

### Kirche Saint-Côme
Die den Heiligen Cosmas und Damian gewidmete Kirche ist das älteste Gebäude des Ortes. Im Laufe der Jahrhunderte wurde sie mehrmals zerstört, u. a. durch die Normannen im 10. Jahrhundert, später während der Revolution auch durch die Calvinisten. Da sie bei jedem Neuaufbau auch etwas umgestaltet wurde, stellt sie keine architektonische Einheit mehr dar. 1838 hat der damalige Abt, Pater O’Reilly, der auch ein Buch über die Geschichte von Bazas geschrieben hat, ausführliche Renovierungsarbeiten durchführen lassen. Ein Schlussstein im Innenraum hat in römischen Zahlen das Datum 1653 eingraviert. Der Holzaltar ist aus dem 18. Jahrhundert.

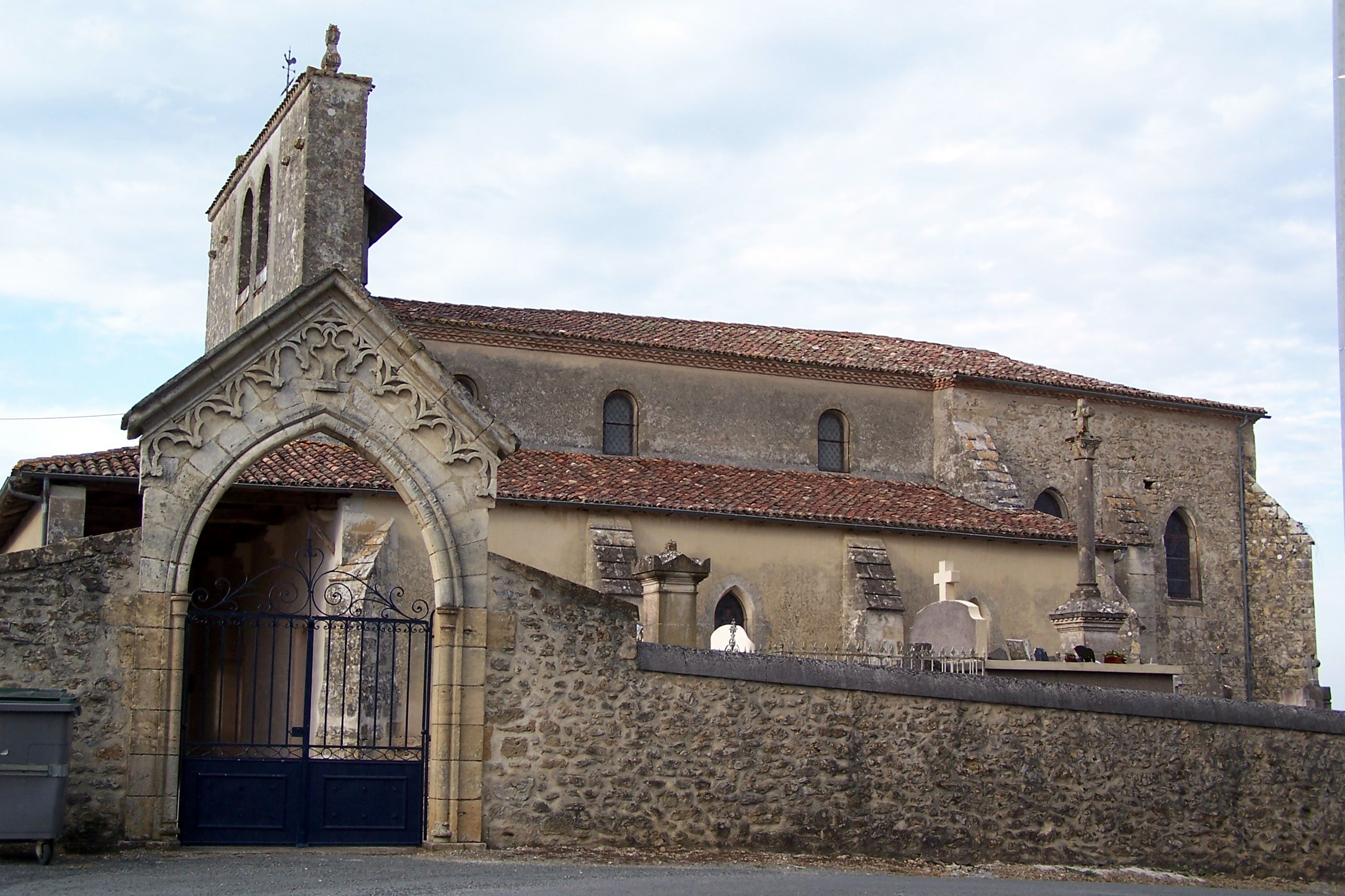
Kirche Saint-Côme-Saint-Damien
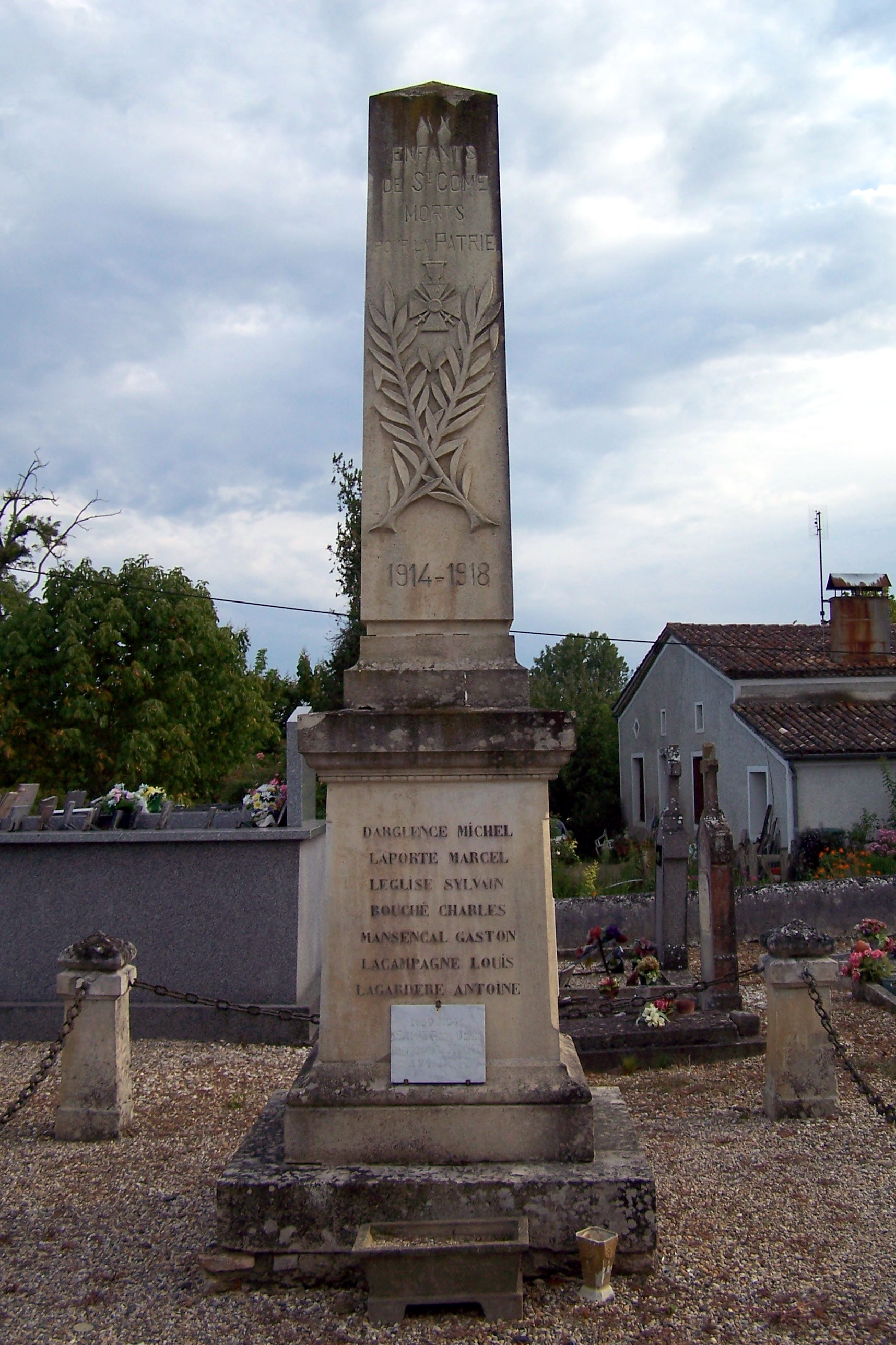
Gefallenendenkmal